# Erich von Neindorff

Erich von Neindorff

Erich von Neindorff (* 17. Februar 1894 in Koblenz; † 3. November 1993 in Hamburg) war ein deutscher Offizier, Landwirt sowie SA-Oberführer und Politiker (NSDAP).

## Leben

### Herkunft
Erich war der Sohn des preußischen Oberstleutnants und Stabsoffiziers Egon Cäsar Waldemar von Neindorff (1848–1917) und dessen Ehefrau Auguste, geborene von Langendorff (1856–1934), Tochter des schlesischen und dann westpreußischen Gutsbesitzers Gustav (Lorentz)-von Langendorff (1817–1895), Oberleutnant a. D., Abgeordneter des Preußischen Abgeordnetenhauses, und der Marie Kohler (1824–1909). Die Eltern von Erich kannten sich seit 1887. Die Mutter lebte als Witwe lange in Naumburg. Erichs Bruder Egon (1892–1944) wurde deutscher Generalmajor.

### Karriere
Nach dem Besuch der Realschule in Jena nahm Neindorff am Ersten Weltkrieg teil. Zunächst kämpfte er im 1. Königlich Sächsischen Jäger-Bataillon Nr. 12 an der Westfront. Ende 1916 absolvierte Neindorff eine Fliegerausbildung und wurde Ende Februar 1917 zur Flieger-Abteilung 284 versetzt. Am 15. Juni 1917 führt er als Flugzeugführer mit seinem Beobachter einen strategischen Fernflug von Sundgau bis zur Champagne hinter den feindlichen Linien durch. Dieser 400 Kilometer lange Flug war bis zu diesem Zeitpunkt der längste gradlinig durchgeführte Flug und lieferte der Heeresführung wertvolle Informationen. Im Krieg wurde er bis zum Leutnant befördert und am 9. Februar 1918 mit dem Ritterkreuz des Militär-St.-Heinrichs-Ordens sowie mit dem Eisernen Kreuz beider Klassen ausgezeichnet.
Nach dem Krieg nahm er seinen Abschied und betätigte sich als Landwirt und Gutsbesitzer in Simmatzig bei Schivelbein in Hinterpommern, weit vor 1932. Das Dorf gehörte lange Zeit zum Kreis Schivelbein, damm zum Kreis Belgrad. In diesem Ort befanden sich insgesamt sechs kleinere Güter, jeweils ohne den Status eines Rittergutes.
Zum 1. August 1930 trat Neindorff der NSDAP bei (Mitgliedsnummer 284.300) und schloss sich auch der SA an. Er wurde unmittelbar nach der Aufhebung des reichsweiten SA- und SS-Verbotes (vom 13. April bis zum 14. Juni 1932) mit Wirkung vom 1. Juli 1932 zum SA-Standartenführer (Oberst) befördert. Neindorff beteiligte sich an einem Aufruf von acht Mitgliedern der NSDAP-Landtagsfraktion, „gegen Weltfremdheit und Kastengeistigkeit, ... (sich) für die Führung Adolf Hitlers zu bekennen“ ... der „wahre Adel sei nicht an den Namen gebunden, sondern erwachse aus dem Kampf für Volk und Staat“.
Bis zum 30. September 1933 führte er die SA-Standarte 54 in Neustettin, die der SA-Untergruppe Pommern-Ost unterstellt war. Anschließend war Neindorff vom 1. Oktober 1933 bis zum 19. April 1934 mit der Führung der SA-Brigade 7 »Pommern-Ost« mit Sitz in Schivelbein beauftragt. Nachdem er am 20. April 1934 noch zum SA-Oberführer befördert worden war, führte er diese Brigade offiziell bis zum 8. Oktober 1934. Auch von Neindorff wurde im Zuge des sogenannten „Röhm-Putschs“  am 1. Juli 1934 verhaftet und ab 9. August 1934 gemäß Verfügung der Obersten SA-Führung rückwirkend vom Tage seiner Inhaftierung bis zur Durchführung des gegen ihn anhängig gemachten Untersuchungsverfahrens vom SA-Dienst beurlaubt. Unter Enthebung von seiner bisherigen Dienststellung als Führer der SA-Brigade 7 und seinem Dienstgrad ist er schließlich am 8. Oktober 1934 auf eigenen Antrag aus der SA ausgeschieden. Fast acht Jahre später, am 1. März 1942 erfolgte seine Wiederaufnahme in die SA, unter Zuerkennung seines alten Dienstgrads und unter Zuteilung zum Stab der SA-Gruppe Berlin-Brandenburg als SA-Führer z.V.
Von 1932 bis zur Auflösung dieser Körperschaft im Herbst 1933 gehörte Neindorff dem Preußischen Landtag an. Anschließend saß er von November 1933 bis zum März 1936 als Abgeordneter für den Wahlkreis 6 (Pommern) im nationalsozialistischen Reichstag und schied mit dem Ende der Wahlperiode aus dem Reichstag aus, da er zur Reichstagswahl im März 1936 nicht mehr als Kandidat aufgestellt worden war bzw. nicht mehr kandidierte. In dieser Zeit hatte er noch ein Parteiverfahren anhängig und wurde vom zuständigen Gaugericht verwarnt.
1936 war er im Aufsichtsrat eines Unternehmens in Pommern. 1939 umfasste sein kleines Gut in Simmatzig 243 ha.
1942 heiratete er die Gutsbesitzerin von Weidehof, Traute von Wedel (* 1903 in Leipzig), die geschiedene Ehefrau von Hasso von Wedel. Traute hatte aus ihrer ersten Ehe zwei Kinder. Ihre Eltern waren Annie Fölsch (* 1878 in Eppendorf) und der Offizier Eberhard von Wedel (* 1869 in Ludwigsdorf; † 1925 in Bellin/Mecklenburg). Der General Karl von Wedel war ihr direkter Vorfahre. Das Ehepaar von Neindorff lebte in den 1950er Jahren auf dem Eichelhof bei Tönning, Holstein. Ende der 1960er Jahre lebten Traute und Erich von Neindorff in Hamburg.